# Clément Quinton
Clément Quinton ou Clément-Henri Quinton ou Charles-Henri Quinton est un peintre et graveur français né à Paris le 24 avril 1851 et mort à Saint-Maur-des-Fossés le 17 avril 1921.
La vie de ce peintre est peu documentée mais on sait qu'il a été l'élève de Léonard Saurfelt, un peintre qui s'est installé à Varenne-Saint-Maur peu avant la guerre de 1870. Il expose au Salon à partir de 1879 et rencontre un certain succès avec ses peintures de paysages.
Il a surtout peint les paysages des Pyrénées, du Limousin, de la Bretagne et de Barbizon. Il favorisait l'usage d'une palette lumineuse et commençait ses toiles sur place, en extérieur avant de les finaliser dans son atelier à Saint-Maur-des-Fossés.

## Œuvres dans les collections publiques
- Barque échouée au bord d'une rivière, Musée Baron-Martin.